# Legindbjerge og Højris Plantager
Legindbjerge og Højris Plantager  er et  stort skovområde i et  bakket landskab på sydøstsiden af øen Mors, ud til Sallingsund i Limfjorden.  Tilplantningen af de  250 hektar plantage påbgyndtes i 1890'erne; indtil da var det  var åbne, lyngklædte bakker. Skoven ejes af en stor kreds af morsingboer, og formålet med driften er, at den skal være en lystskov for både lokale og turister, og  der er både et friluftsteater og et amfiteater i skoven. Det  højeste punkt i området er den 52 meter høje Bavnehøj.
Mod syd går Legind Bjerge Plantage over i Højris Plantage og Højris Skov omkring herregården Højriis. 
I nord ligger den 27 hektar store Legind Sø eller Legind Vejle, som området tidligere hed. Den blev udtørret i 1923, men naturgenoprettet i 1991. Søen var oprindelig en lille fjord, og vikingerne havde en landsby her.

## Naturfredning
Plantagerne, Legind Bjerge og godset Højriis, på i alt 883 hektar, blev fredet i 1975 for at beskytte både de naturmæssige og de arkæologiske værdier. Nogle af de åbne enge og heder naturplejes ved hjælp af får, der holder vegetationen nede. Mod syd og sydvest består det fredede område også af enge, overdrev og marker.